# أغتشة ديزج (ملكان)
أغتشة ديزج هي قرية في مقاطعة ملكان، إيران. عدد سكان هذه القرية هو 2,023 في سنة 2006.